# بنفسجية (نبات)
البنفسجية أو البنفسجيات (الاسم العلمي: Violaceae) هي فصيلة من النباتات تتبع رتبة الملبيغيات من طائفة الوردانية.

## التصنيف
- البنفسجاوات
  - البنفسجاوية
    - البنفسج